# Aníbal Víctor de la Torre
Aníbal Juan Víctor Manuel de la Torre Vidaurre, (Arequipa, 1827-Buenos Aires, 1881) fue un poeta, magistrado y diplomático peruano. Fue ministro plenipotenciario en Bolivia y Argentina; y ministro de Relaciones Exteriores del gobierno de Manuel Pardo y Lavalle.

## Biografía
Hijo de Pedro Antonio de la Torre y Luna Pizarro, diplomático y magistrado arequipeño, y de Juana Vidaurre y Rivera. Cursó sus estudios en su ciudad natal y se recibió de abogado en 1853.
En sus años de juventud cultivó la poesía y participó en las tertulias literarias arequipeñas. Hizo amistad con Ricardo Palma, quien le dedicó en 1851 su poema «La estrella del porvenir»; a su vez, él le dedicó su tradición («leyendita», como lo llama Palma) «La cruz de Limatambo» (1852). También el poeta español Fernando Velarde le dedicó su poema «Canto a Cádiz», que forma parte de su libro Cánticos del Nuevo Mundo (1870). Y aparece antologado en Lira arequipeña, colección de poesías selectas publicadas a partir de 1889.
En 1854 se plegó a la revolución liberal encabezada por Ramón Castilla contra el presidente José Rufino Echenique, ejerciendo en las filas revolucionarias los cargos de secretario general y auditor de guerra.
Triunfante la revolución, en 1855 fue elegido diputado por Arequipa ante la Convención Nacional (asamblea constituyente). Tras la disolución de esta en 1857, fue nombrado vocal de la Corte Superior de Trujillo. Luego, ya bajo el gobierno de José Balta, fue nombrado prefecto del departamento de La Libertad (1870).
En el gobierno de Manuel Pardo y Lavalle ejerció como ministro plenipotenciario en Bolivia, de 31 de marzo de 1873 a 20 de febrero de 1875. Siguiendo las instrucciones de su cancillería, le tocó negociar en La Paz la alianza defensiva peruano-boliviana, firmada en Lima con carácter secreto el 6 de febrero de 1873.  Años después, este tratado sería usado por Chile como justificación para desatar la Guerra del Pacífico.
Culminada su misión en Bolivia, retornó al Perú, siendo nombrado ministro de Relaciones Exteriores, cargo que ejerció de 10 de marzo de 1875 a 1 de agosto de 1876. Bajo su gestión trató de apaciguar las relaciones entre los países del continente y mantener el statu quo diplomático, contrastando así con la política de sus antecesor, que había firmado la controvertida alianza con Bolivia y buscado la adhesión de Argentina, provocando el recelo de Chile. Siguiendo su nueva línea, el Perú ofreció sus buenos oficios para evitar el rompimiento entre Chile y Argentina, que por entonces se disputaban la Patagonia. El historiador Jorge Basadre sospecha que esta actitud circunspecta se debía al temor del Perú de involucrarse en una guerra con Chile, que ya contaba entonces con los dos navíos blindados que desequilibraban a su favor el dominio del Pacífico. De otro lado, De la Torre cursó las invitaciones a los países del continente para que participaran en un Congreso de Juristas Americanos a realizarse en Lima, con el fin de uniformar las legislaciones en materia civil. El Congreso se instaló en 1877 y sesionó hasta 1880, siendo presidido por el jurisconsulto peruano Antonio Arenas.
Al dejar la cancillería, De la Torre regresó a la magistratura, siendo nombrado vocal de la Corte Superior de Lima. En el segundo gobierno de Mariano Ignacio Prado fue acreditado como ministro plenipotenciario en Argentina (1878). Cuando se agravó el problema limítrofe entre Chile y Argentina, el presidente de este último país, Nicolás Avellaneda, solicitó a su par peruano que le vendiera o prestara sus buques blindados (el Huáscar y la Independencia), o cuando menos uno de ellos. La respuesta del presidente peruano, a través de De la Torre, fue negativa. La política exterior peruana seguía siendo la de trabajar por la paz en el continente y no provocar a Chile. Argentina tuvo entonces que buscar una salida pacífica con Chile y firmó el Tratado Fierro-Sarratea.
Al estallar la guerra del Pacífico, De la Torre recibió la misión de negociar la adhesión de Argentina a la alianza peruano-boliviana. Esto lo colocó en una incómoda situación, pues anteriormente, cuando Argentina, en pleno litigio con Chile, estaba dispuesta a concretar dicha alianza, el gobierno peruano se había mostrado excesivamente cauto. Esta vez, el gobierno argentino rechazó la invitación.
De la Torre se suicidó mientras ejercía su función diplomática en Buenos Aires, dícese que al conocer los desastres bélicos que su país sufría durante la guerra con Chile.
Asimismo, en 1855 fue parte del grupo de socios fundadores que establecieron el Club Nacional en Lima.